# Villa Lucia (Bad Breisig)

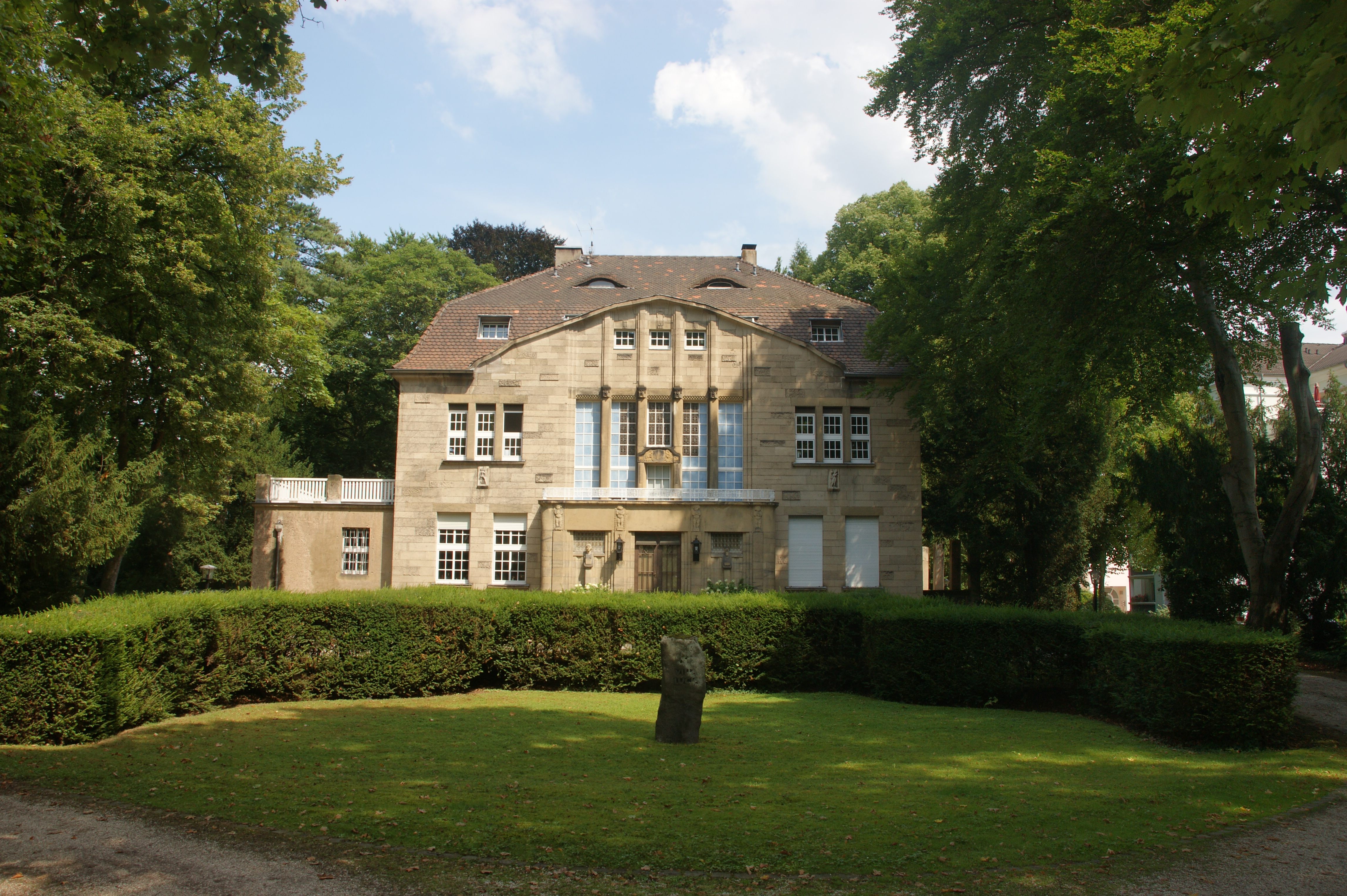
Villa Lucia in Bad Breisig

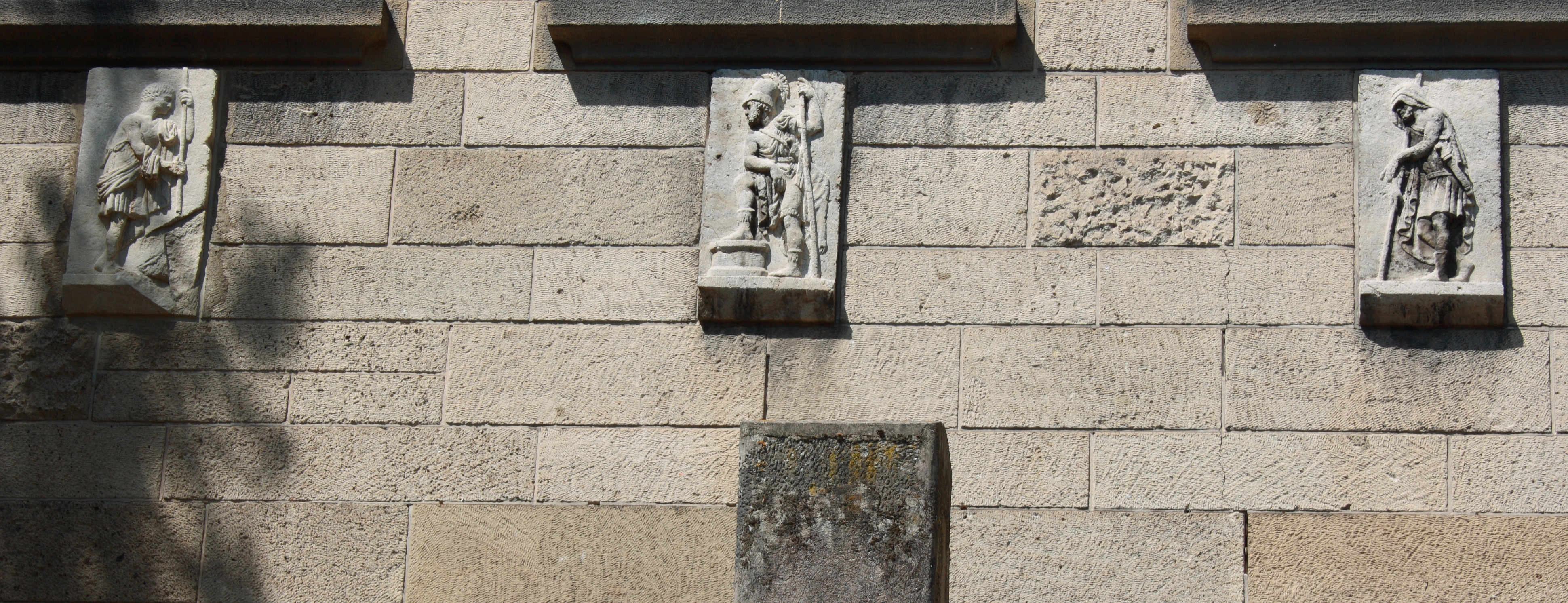
Fassadenschmuck

Die Villa Lucia in Bad Breisig, einer Kurstadt im Landkreis Ahrweiler in Rheinland-Pfalz, ist eine 1908/09 erbaute Villa an der Koblenzer Straße 55 (Bundesstraße 9). Das Gebäude mit zugehörigem Kutscherhaus und Parkanlage ist ein geschütztes Kulturdenkmal.
1908/09 wurde nach den Plänen des Kölner Architekten Franz Brantzky (1871–1945) die Villa für den Aachener Tuchfabrikanten Hugo Knops († 1920 in Aachen) errichtet. Knops war verheiratet mit Clemence Antoinette Lucy Talbot († 1943 in Niederbreisig), die ebenfalls aus einer vermögenden Unternehmerfamilie stammte. Auf dem 24.000 Quadratmeter großen Gelände entstanden neben der Villa noch Tennisplätze, ein Pavillon, ein Obstgarten und ein Gärtnerhaus. Der Bootsanleger am Rhein und die Gewächshäuser sind heute nicht mehr erhalten.
Die im Jahr 1981 unter Denkmalschutz gestellte Villa ist von hoher kunstgeschichtlicher Bedeutung. Das dem Jugendstil zugerechnete Gebäude besteht aus heimischen Tuffsteinquadern.